# Municipio de Wahehe
El municipio de Wahehe (en inglés: Wahehe Township) es un municipio ubicado en el condado de Charles Mix en el estado estadounidense de Dakota del Sur. En el año 2010 tenía una población de 266 habitantes y una densidad poblacional de 3,54 personas por km².

## Geografía
El municipio de Wahehe se encuentra ubicado en las coordenadas 42°57′27″N 98°23′43″O / 42.95750, -98.39528. Según la Oficina del Censo de los Estados Unidos, el municipio tiene una superficie total de 75.13 km², de la cual 72,77 km² corresponden a tierra firme y (3,13 %) 2,35 km² es agua.

## Demografía
Según el censo de 2010, había 266 personas residiendo en el municipio de Wahehe. La densidad de población era de 3,54 hab./km². De los 266 habitantes, el municipio de Wahehe estaba compuesto por el 19,92 % blancos, el 78,2 % eran amerindios, el 0,38 % eran de otras razas y el 1,5 % eran de una mezcla de razas. Del total de la población el 2,63 % eran hispanos o latinos de cualquier raza.